# José Feliciano Fernandes Pinheiro
José Feliciano Fernandes Pinheiro, primer y único vizconde con grandeza de São Leopoldo (Santos, 9 de mayo de 1774 - Porto Alegre, 6 de julio de 1847) fue un escritor, magistrado y político brasileño.

## Biografía
Hijo del coronel de milicias José Fernandes Martins, de Guimarães (Portugal), y de Teresa de Jesus Pinheiro, de Santos. Se casó con Maria Elisa Júlia de Lima (1793 - 1877), de Río Grande del Sur. Tuvieron 10 hijos entre ellos Maria Rita Fernandes Pinheiro que se casó con el 2º vizconde de Pelotas.
Licenciado en Leyes y Cánones por la Universidad de Coímbra en 1798, escribió sus primeras obras literarias, traducciones y recopilaciones de temas de utilidad práctica inmediata entre de 1799 a 1801. Regresó a Brasil en 1801, donde fue juez de las aduanas de Río Grande del Sur y Santa Catarina. Entre 1811 y 1812 fue auditor general de las tropas del ejército pacificador. 
En 1821, fue elegido para las Cortes de la nación portuguesa por São Paulo y Río Grande del Sur, optando por la primera. Participó en la reforma gubernamental que sufrió esta última por lo que regresó a Portugal. Volvió a Brasil tras la declaración de independencia.
Siendo diputado general en la Asamblea Constituyente de 1823 por Río Grande del Sur, el 12 de junio de 1823 se pronunció a favor de la creación de una Universidad en Brasil para evitar la opresión de los estudiantes que iban a estudiar a Portugal. Como resultado, se creó una comisión que propuso la creación de la Facultad de Derecho de São Paulo y de la Facultad de Derecho de Olinda. Con la disolución de la Asamblea este proyecto fue aplazado. Poco después, en noviembre, fue nombrado presidente de la provincia de Río Grande del Sur, permaneciendo hasta 1826. Durante su gestión fundó la primera imprenta y recibió la primera oleada de inmigrantes alemanes en São Leopoldo.
En 1825 ingresó en el Consejo del Imperio. Fue condecorado al año siguiente con el título de vizconde y elegido Consejero de Estado y senador del Imperio de Brasil, cargo que ocupó de 1826 a 1847.
Fue Ministro del Imperio y, como Ministro de Justicia, en 1827, consiguió finalmente crear las Facultades de Derecho de São Paulo y Olinda, por decreto de 11 de agosto. Ocasionalmente se le confiaron misiones diplomáticas. 
Fue uno de los fundadores del Instituto Histórico y Geográfico Brasileño, siendo elegido su primer presidente perpetuo.

## Panteón de la Patria y de la Libertad Tancredo Neves
El 8 de enero de 2018, su nombre fue inscrito en el libro del Panteón de los Héroes Nacionales por disposición de la Ley nº 13.599.